# Chémery-lès-Faulquemont
Chémery-lès-Faulquemont (Duits: Chemrich), tot 1973 kortweg Chémery, is een plaats en voormalige gemeente in het Franse departement Moselle in de regio Grand Est. De plaas ligt in de streek Pays de Nied (Duits: Niedland), even ten zuiden van de plaats Faulquemont.

## Geschiedenis
Op 1 mei 1973 ging Chémery op in de aangrenzende gemeente Faulquemont. Chémery  kreeg de status van commune associée onder de naam Chémery-lès-Faulquemont, ter onderscheid met de gemeente Chémery in het departement Loir-et-Cher.

## Geografie
Chémery-lès-Faulquemont ligt aan de zuidzijde van het riviertje de Nied Allemande, die in de gemeente Condé-Northen verder ten noordwesten samenvloeit met de Nied Française in de Nied, een zijrivier van de rivier de Saar.

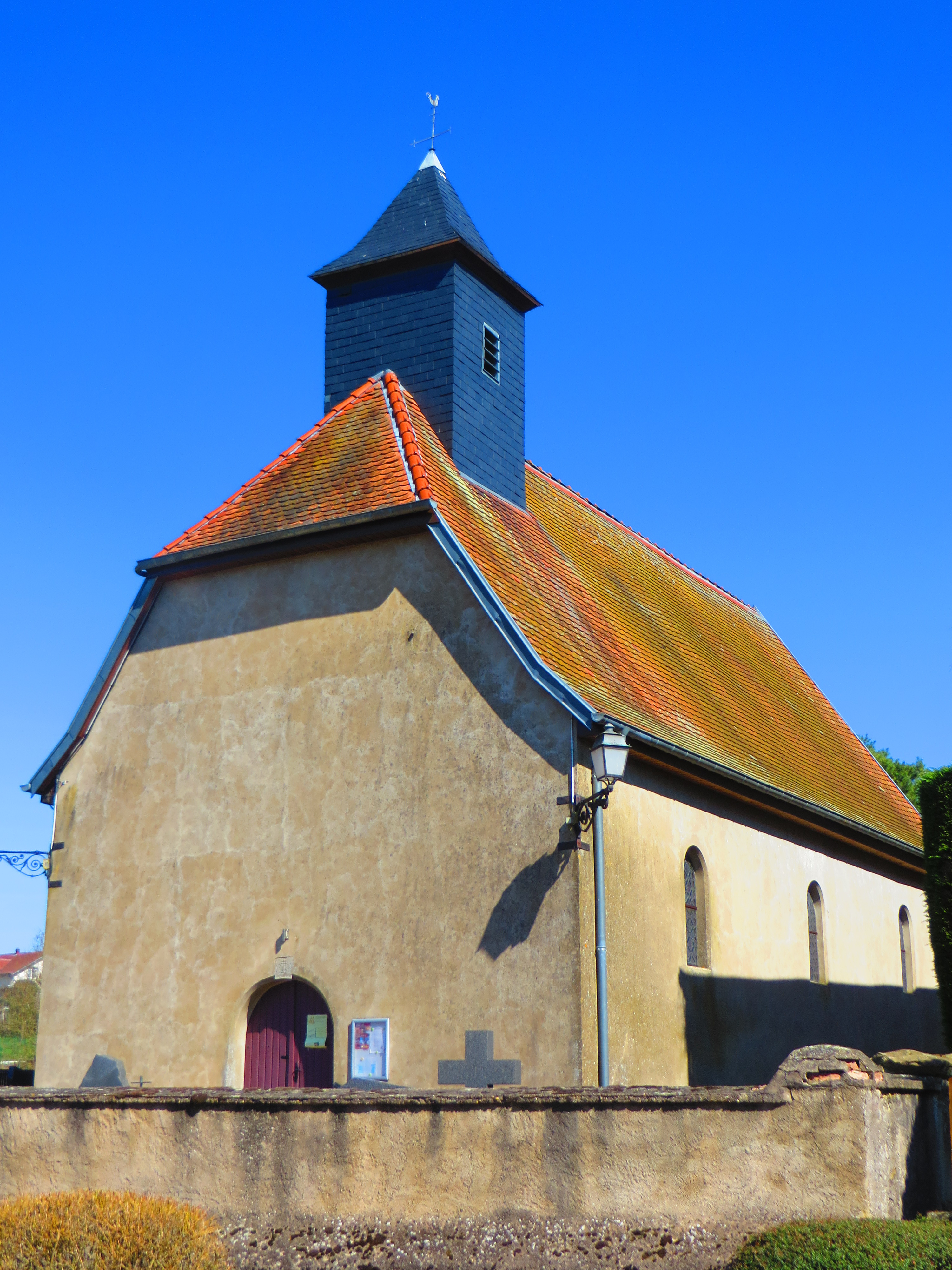
De kerk van Chémery-lès-Faulquemont